# Ficus aripuanensis
Ficus aripuanensis  é uma espécie de planta de com flor, da família Moraceae. É conhecida popularmente como figueira-de-aripuanã.
É endémica da Bolívia, Brasil, Equador e Peru. No Brasil, ocorre na região Norte, nos estados do Pará e Rondônia, e região Centro-Oeste, nos estados do Mato Grosso, Mato Grosso do Sul e Goiás. É encontrada nos biomas da Amazônia e do Cerrado.
Sofre ameaça pela destruição do seu habitat, como a destruição da floresta no município de Alvorada d'Oeste, em Rondônia. Em 1998, foi classificada com o estado de conservação em perigo, na Lista Vermelha da IUCN.
A árvore cresce até 10 metros de altura, tem folhas oblongas de 6,5 a 12,5 cm de comprimento por 2 a 4,2cm de largura.

## Taxonomia
A espécie foi descrita em 1984, por C.C.Berg e Kooi, tendo sido coletada em 1973 próximo à cachoeira Salto dos Dardanelos, no município de Aripuanã, no estado do Mato Grosso. Atualmente, é considerado sinônimo de Ficus donnell-smithii.

## Uso medicinal
As folhas da planta possuem a substância chamada "aripuanina", ou "aripuanin". Em medicina popular, as folhas são usadas como agente anti-helmíntico, antireumático, antifúngico, antibacteriano, devido à ação dessa substância.